# Velikij Usťug
Velikij Usťug (rusky Великий Устюг) je město ve Vologdské oblasti v Ruské federaci. Při sčítání lidu v roce 2010 měl jednatřicet tisíc obyvatel.

## Poloha a doprava
Velikij Usťug severozápadně od soutoku Jugu a Suchony, jejichž soutokem vzniká Severní Dvina. Břeh Suchony tvoří jihozápadní okraj města, Dvina odtéká na sever po jeho jihovýchodním okraji.
Přes Velikij Usťug vede v severojižním směru silnice, která na sever vede do Kotlasu. Směrem na jih překračuje Suchonu a vede do Toťmy a do Nikolsku.

## Dějiny
Ugrofinské osídlení u soutoku bylo již v 9. nebo 10. století. Prvním zmínka o Velikém Usťugu je z roku 1207.

### Rodáci
- Vladimir Vasiljevič Atlasov (1661/4? – 1711), průzkumník Kamčatského poloostrova
- Semjon Ivanovič Děžňov (1605–1673), cestoval a mořeplavec, první Evropan, který proplul Beringovou úžinou
- Timofej Michajlovič Buldakov (17. století) – ruský kozák, lovec a cestovatel
- Afanasij Bachov († 1762) – ruský kupec, lovec a cestovatel
- Nikita Pavlovič Šalaurov († 1764) – ruský kupec, lovec a cestovatel